# Dwory (stacja kolejowa)
Dwory – węzłowa stacja kolejowa w Oświęcimiu, znajdująca się na osiedlu Dwory, w województwie małopolskim, w powiecie oświęcimskim. Obsługuje Zakłady Chemiczne Dwory w Monowicach, do których prowadzi zelektryfikowana, jednotorowa łącznica kolejowa nr 886.
Od lipca 2018 r. na stacji zatrzymują się pociągi LEO Express w relacji Kraków Główny – Praha hlavní nádraží.

## Ruch pasażerski
| Rok  | Wymiana pasażerska na dobę |
| ---- | -------------------------- |
| 2017 | 0-9                        |
| 2022 | –                          |